# كيني ليون (مخرج)
كيني ليون (بالإنجليزية: Kenny Leon)‏ هو مخرج أمريكي، ولد في 10 فبراير 1956 في تالاهاسي في الولايات المتحدة.

## وصلات خارجية
- كيني ليون على موقع IMDb (الإنجليزية)
- كيني ليون على موقع ألو سيني (الفرنسية)
- كيني ليون على موقع أول موفي (الإنجليزية)
- كيني ليون على موقع قاعدة بيانات برودواي على الإنترنت (الإنجليزية)
- كيني ليون على موقع قاعدة بيانات الفيلم (الإنجليزية)
- كيني ليون على موقع كينوبويسك (الروسية)